# Scaphirhynchus suttkusi
Scaphirhynchus suttkusi is een  straalvinnige vissensoort uit de familie van steuren (Acipenseridae). De wetenschappelijke naam van de soort is voor het eerst geldig gepubliceerd in 1991 door Williams & Clemmer.
De soort staat op de Rode Lijst van de IUCN als Kritiek, beoordelingsjaar 2022. De omvang van de populatie is volgens de IUCN dalend.